# Bogusław Mamiński
Bogusław Mamiński (* 18. prosince 1955, Kamień Pomorski, Západopomořanské vojvodství) je bývalý polský atlet, jehož specializací byl běh na 3000 metrů překážek.
V roce 1982 získal stříbrnou medaili na evropském šampionátu v Athénách a o rok později stříbro také na prvním ročníku mistrovství světa v Helsinkách. Na obou šampionátech shodně prohrál se západoněmeckým běžcem Patrizem Ilgem.
V roce 1980 reprezentoval na letních olympijských hrách v Moskvě, kde doběhl ve finále na sedmém místě v čase 8:19,5. Na olympiádě 1988 v jihokorejském Soulu skončil osmý.